# 福岡県道・大分県道16号吉富本耶馬渓線
福岡県道・大分県道16号吉富本耶馬渓線（ふくおかけんどう・おおいたけんどう16ごう よしとみほんやばけいせん）は、福岡県築上郡吉富町から大分県中津市に至る県道（主要地方道）である。

## 概要
福岡県築上郡吉富町大字広津から大分県中津市本耶馬渓町樋田に至る。山国川の福岡県側を通る県道で、対岸の国道212号を確認することができる。片側1車線の道路であるが、築上郡上毛町では道幅は狭くなっている区間もある。
大部分が福岡県側に属しており、大分県側は少しの区間しかない。

### 路線データ
- 起点：福岡県築上郡吉富町大字広津（吉富町広津交差点、大分県道・福岡県道109号福土吉富線・福岡県道221号吉富港線終点、大分県道・福岡県道113号中津豊前線交点）
- 終点：大分県中津市本耶馬渓町樋田（国道212号交点、大分県道44号宇佐本耶馬溪線終点）
- 総延長：12.5 km[注釈 1]

## 歴史
- 1923年（大正12年） - 有野中津線として県道認定。
- 1926年（大正15年） - 洞門停車場有野線として県道認定。
- 1934年（昭和9年）7月
  - 洞門停車場有野線路線廃止。
  - 福岡県道432号宇島港洞門停車場認定変更。
  - 有野中津線から福岡県道・大分県道434号原井中津線として認定変更。
- 1959年（昭和34年）4月1日
  - 福岡県道・大分県道434号原井中津線、福岡県道432号宇島港洞門停車場同時に路線を廃止。
  - 福岡県道・大分県道148号一般県道洞門吉富線を県道認定。
- 1973年（昭和48年）3月1日 - 福岡県道・大分県道148号洞門吉富線から福岡県道・大分県道101号一般県道洞門吉富線へと路線番号変更。
- 1982年（昭和57年）4月1日 - 建設省（現・国土交通省）により主要地方道として認定[1]。
- 1983年（昭和58年）3月25日 - 福岡県道・大分県道16号主要地方道吉富本耶馬溪線として路線認定。

この時路線名が逆となる。整理番号「16」は福岡県では1977年（昭和52年）3月31日までは福岡県道・佐賀県道16号柳川神埼線だったが、1974年（昭和49年）11月12日から全線が一般国道385号に重複されていたため廃止でいったん欠番となる。その後、1983年（昭和58年）3月25日に当時の大分県道・福岡県道101号一般県道洞門吉富線を主要地方道に昇格・路線認定することで現在に至る。この路線の一部である築上郡上毛町百留 - 同原井間は1914年（大正3年）から1922年（大正11年）まで営業していた宇島鉄道（通称：軽便鉄道）の軌道跡を通っている。
- 1993年（平成5年）5月11日 - 建設省から、主要県道吉富本耶馬渓線が吉富本耶馬渓線として主要地方道に再指定される[2]。

## 路線状況

### 重複区間
- 大分県道・福岡県道109号福土吉富線（福岡県築上郡吉富町大字広津・吉富町広津交差点（起点） - 福岡県築上郡上毛町大字垂水・上毛町垂水交差点）
- 福岡県道・大分県道1号豊前万田線（福岡県築上郡上毛町大字垂水・上毛町垂水交差点 - 築上郡上毛町大字垂水・上毛町市場橋交差点）
- 福岡県道・大分県道110号東下中津線（福岡県築上郡上毛町大字下唐原・恒久橋交差点 - 福岡県築上郡上毛町大字上唐原・上毛町水出交差点）
- 大分県道・福岡県道102号野路土佐井線（福岡県築上郡上毛町大字原井 地内）

### 道路施設

#### 橋梁
- 福岡県
  - 太平橋（山国川、築上郡上毛町 - 大分県中津市）

## 地理

### 通過する自治体
- 福岡県
  - 築上郡吉富町 - 築上郡上毛町
- 大分県
  - 中津市

### 交差する道路
| 交差する道路                                                                                           | 都道府県名 | 市町村名 | 市町村名 | 交差する場所   | 交差する場所            |
| --- | ---------- | -------- | -------- | -------------- | ----------------------- |
| 大分県道・福岡県道109号福土吉富線 重複区間起点 大分県道・福岡県道113号中津豊前線 福岡県道221号吉富港線 | 福岡県     | 築上郡   | 吉富町   | 大字広津       | 吉富町広津交差点 / 起点 |
| 福岡県道・大分県道1号豊前万田線 重複区間起点 大分県道・福岡県道109号福土吉富線 重複区間終点            | 福岡県     | 築上郡   | 上毛町   | 大字垂水       | 上毛町垂水交差点        |
| 福岡県道・大分県道1号豊前万田線 重複区間終点                                                           | 福岡県     | 築上郡   | 上毛町   | 大字垂水       | 上毛町市場橋交差点      |
| 福岡県道225号野地塔田線                                                                                | 福岡県     | 築上郡   | 上毛町   | 大字下唐原     | 下唐原交差点            |
| 福岡県道・大分県道110号東下中津線 重複区間起点                                                         | 福岡県     | 築上郡   | 上毛町   | 大字下唐原     | 恒久橋交差点            |
| 国道10号                                                                                               | 福岡県     | 築上郡   | 上毛町   | 大字上唐原     | 唐原交差点              |
| 福岡県道・大分県道110号東下中津線 重複区間終点                                                         | 福岡県     | 築上郡   | 上毛町   | 大字上唐原     |                         |
| 大分県道・福岡県道102号野路土佐井線 重複区間起点                                                       | 福岡県     | 築上郡   | 上毛町   | 大字原井       |                         |
| 大分県道・福岡県道102号野路土佐井線 重複区間終点                                                       | 福岡県     | 築上郡   | 上毛町   | 大字原井       |                         |
| 国道212号 大分県道44号宇佐本耶馬溪線                                                                   | 大分県     | 中津市   | 中津市   | 本耶馬渓町樋田 | 終点                    |

### 沿線
- 吉富町役場
- 牛頭天王公園
- 上毛町立唐原小学校
- 山国川